# Vela nos Jogos Olímpicos de Verão de 1960 - 5.5 Metre
As provas da classe 5.5 Metre da vela nos Jogos Olímpicos de Verão de 1960 ocorreram entre 14 e 21 de outubro daquele ano no Golfo de Nápoles, no sul do Mar Tirreno, que banha a Itália. O programa compunha sete regatas. Para esta classe, houve 71 velejadores de 23 nações inscritas.

## Medalhistas
O trio estadunidense George O'Day, James Hunt e David Smith finalizou a competição em primeiro lugar e conquistou a medalha de ouro. A prata firmou-se com os dinamarqueses William Berntsen, Steen Christensen e Sören Hancke. Por fim, a medalha de bronze ficou com Henri Copponex, Pierre Girard e Manfred Metzger, da Suíça.
|  | USA Estados Unidos                  |  | DEN Dinamarca                                   |  | SUI Suíça                                    |
|  | George O'Day James Hunt David Smith |  | William Berntsen Steen Christensen Sören Hancke |  | Henri Copponex Pierre Girard Manfred Metzger |

## Resultados
Estes foram os resultados da competição:
| Pos.              | Tripulação                                                    | Embarcação         | Código | Regata I | Regata I | Regata II | Regata II | Regata III | Regata III | Regata IV | Regata IV | Regata V | Regata V | Regata VI | Regata VI | Regata VII | Regata VII | Total de pontos | Total -1 |
| Pos.              | Tripulação                                                    | Embarcação         | Código | Pos.     | Pts.     | Pos.      | Pts.      | Pos.       | Pts.       | Pos.      | Pts.      | Pos.     | Pts.     | Pos.      | Pts.      | Pos.       | Pts.       | Total de pontos | Total -1 |
| ----------------- | ------------------------------------------------------------- | ------------------ | ------ | -------- | -------- | --------- | --------- | ---------- | ---------- | --------- | --------- | -------- | -------- | --------- | --------- | ---------- | ---------- | --------------- | -------- |
| Medalha de ouro   | USA George O'Day James Hunt David Smith                       | Minotaur           | US 26  | 2        | 1079     | 4         | 778       | 1          | 1380       | 3         | 903       | 1        | 1380     | 7         | 535       | 1          | 1380       | 7435            | 6900     |
| Medalha de prata  | DEN William Berntsen Steen Christensen Sören Hancke           | Web II             | D 10   | 1        | 1380     | 5         | 681       | 5          | 681        | 1         | 1380      | 10       | 380      | 8         | 477       | 2          | 1079       | 6058            | 5678     |
| Medalha de bronze | SUI Henri Copponex Pierre Girard Manfred Metzger              | Ballerina IV       | Z 37   | 3        | 903      | 1         | 1380      | 4          | 778        | 5         | 681       | 8        | 477      | 3         | 903       | 13         | 266        | 5388            | 5122     |
| 4                 | ARG Roberto Sieburger Carlos Sieburger Enrique Sieburger, Jr. | Ardilla            | A 2    | 9        | 426      | 2         | 1079      | 6          | 602        | 2         | 1079      | 5        | 681      | 9         | 426       | 7          | 535        | 4828            | 4402     |
| 5                 | SWE Bengt Sjösten Claes Turitz Göran Witting                  | Iasha              | S 29   | 6        | 602      | 6         | 602       | 7          | 535        | 8         | 477       | 11       | 338      | 1         | 1380      | 5          | 681        | 4615            | 4277     |
| 6                 | GBR Robin Aisher George Nicholson John Ruggles                | Yeoman VII         | K 10   | 10       | 380      | DSQ       | 0         | 3          | 903        | 11        | 338       | 2        | 1079     | 5         | 681       | 9          | 426        | 3807            | 3807     |
| 7                 | NOR Finn Ferner Odd Harsheim Knut Wang                        | Struten            | N 18   | 14       | 234      | 3         | 903       | 10         | 380        | 7         | 535       | 4        | 778      | 13        | 266       | 3          | 903        | 3999            | 3765     |
| 8                 | BAH Robert Symonette Basil Kelly George Roy Ramsay            | John B             | BA 1   | 7        | 535      | 13        | 266       | 11         | 338        | 15        | 204       | 6        | 602      | 2         | 1079      | 15         | 204        | 3228            | 3024     |
| 9                 | EUA Herbert Scholl Hans Baars-Lindner Karl-August Stolze      | Bronia             | G 7    | 16       | 176      | 8         | 477       | 9          | 426        | 10        | 380       | 3        | 903      | 14        | 234       | 6          | 602        | 3198            | 3022     |
| 10                | AUS Jock Sturrock David Bingham Ernest Wagstaff               | Buraddoo           | KA 5   | 4        | 778      | 12        | 301       | 2          | 1079       | 13        | 266       | 14       | 234      | 12        | 301       | 18         | 124        | 3083            | 2959     |
| 11                | ITA Pietro Reggio Franco Zucchi Marco Novaro                  | Voloira II         | I 27   | 12       | 301      | 10        | 380       | 8          | 477        | 6         | 602       | 9        | 426      | 11        | 338       | 14         | 234        | 2758            | 2524     |
| 12                | BER Bert Darrell Walter J. Jones Norman C. Jones              | Bermudes           | KB 2   | 17       | 149      | 7         | 535       | DNF        | 101        | 18        | 124       | 7        | 535      | 4         | 778       | 16         | 176        | 2398            | 2297     |
| 13                | ESP Eusebio Bertrand Jorge Martí Juan Antonio Ragué           | Posillipo III      | E l    | 13       | 266      | 9         | 426       | 17         | 149        | 12        | 301       | 17       | 149      | 6         | 602       | 12         | 301        | 2194            | 2045     |
| 14                | URS Viktor Gorlov Konstantin Melgunov Pavel Parshin           | Viktorija          | SR 89  | 11       | 338      | 16        | 176       | 12         | 301        | 9         | 426       | 13       | 266      | 17        | 149       | 8          | 477        | 2133            | 1984     |
| 15                | FIN Peter Tallberg Fredrik Eklöf Peik Gästrin                 | Inga-lill XXXXIIII | L 20   | 15       | 204      | 14        | 234       | 13         | 266        | 16        | 176       | 12       | 301      | 10        | 380       | 10         | 380        | 1941            | 1765     |
| 16                | POR Duarte Bello Fernando Bello Júlio Gourinho                | Ciocca III         | P 18   | 19       | 101      | 15        | 204       | 15         | 204        | 4         | 778       | 15       | 204      | 16        | 176       | 19         | 101        | 1768            | 1667     |
| 17                | AUT Gotfrid Köchert Erich Moritz Gerhard Huska                | Surprise           | OE 4   | 8        | 477      | 11        | 338       | 16         | 176        | 14        | 234       | 19       | 101      | DNF       | 101       | 11         | 338        | 1765            | 1664     |
| 18                | FRA Jacques Lebrun Louis Chauvot Pierre Buret                 | Snowten III        | F 16   | 18       | 124      | 17        | 149       | 14         | 234        | 17        | 149       | 18       | 124      | 15        | 204       | 4          | 778        | 1762            | 1638     |
| 19                | CAN Mel Gould Jerome Conway Barclay Livingstone               | Saga II            | KC 14  | 5        | 681      | DNF       | 101       | 18         | 124        | 19        | 101       | 16       | 176      | DNF       | 101       | 17         | 149        | 1433            | 1332     |

### Classificação diária

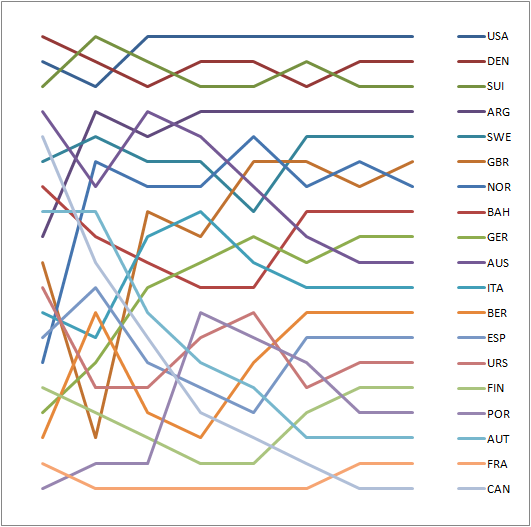
Gráfico mostrando a classificação diária na classe.